# Maxwell Masters
Maxwell Tylden Masters (Canterbury, 15 aprile 1833 – Ealing, 30 maggio 1907) è stato un botanico inglese.
Masters fu uno studioso di botanica e tassonomia. Ha studiato al King's College London e all'University of St Andrews.
Le sue opere più importanti sono probabilmente Vegetable Teratology, che tratta delle mutazioni anomale delle piante, e diverse opere sulle piante cinesi, particolari conifere scoperte da Ernest Henry Wilson.
Il larice Larix mastersiana e la Nepenthes hybrid N. × mastersiana prendono il nome da lui, come molte altre piante.
Fu per molti anni l'editore del Gardeners' Chronicle.